# Грб Кеније
Грб Кеније је званични хералдички симбол афричке државе Републике Кеније. Грб је усвојен 1963. године.

## Опис
Састоји се од традиционалног источноафричког штита са два копља које придржавају два лава, који симболизују заштиту. Штит као и копље симболизују одбрану и слободу. Боје штита представљају:
- црна - народ Кеније
- зелена - пољопривреду и природна богатства
- црвена - борбу за слободу
- бела - јединство и мир

У средини штита налази се петао који држи секиру. Испод штита налази се силуета Маунт Кенија и пољопривредних производа: кафа, сисал, чај, кукуруз и ананас. Испод тога налази се црвена врпца са државним геслом: радимо заједно.